# Agustí Torelló Mata (escultura)
Agustí Torelló Mata és una escultura pública de Sant Sadurní d'Anoia (Alt Penedès) situada al mig de la rotonda de la cruïlla de la Rambla de la Generalitat i la plaça de Pau Casals.
Va ser inaugurada el 2019, patrocinada pel celler Agustí Torelló Mata, que assumí el cost de la instal·lació i el seu manteniment durant 5 anys, a proposta de l'Ajuntament, per tal d'embellir les rotondes del poble. Ideada per Ramon Robert (Estudi Connecta), la va executar el ferrer Francesc Rossell. Representa una estructura de botella de cava arrelada als quatre punts cardinals: Nord, Sud, Est i Oest, amb les varietats pròpies del cava: Macabeu, Xarel·lo, Parellada i Trepat, sobre una base de quatre colors de terres diferents que marquen la diferència d'un poble amb vocació de capital universal.